# Croix du cimetière de Louin
La Croix de cimetière de Louin est une croix hosannière, protégé des monuments historiques, situé dans le cimetière de la commune de Louin, dans le département français des Deux-Sèvres.

## Histoire
La croix daterait du XIe siècle et est située dans le cimetière.
Elle est classée au titre des monuments historiques par arrêté du 16 mars 1890.

## Description
De base carrée et prolongée par une colonne, elle supporte une croix à son sommet. L'ensemble a une hauteur d'environ 3 mètres.